# Округ Сполдинг (Џорџија)
Сполдинг (енгл. Spalding County) је округ у америчкој савезној држави Џорџија.

## Демографија
По попису из 2010. године број становника је 64.073, што је 5.656 (9,7%) становника више него 2000. године.
| Група             | 2000.          | 2010.          |
| Белци             | 38.435 (65,8%) | 38.986 (60,8%) |
| Афроамериканци    | 18.141 (31,1%) | 21.030 (32,8%) |
| Азијати           | 390 (0,7%)     | 574 (0,9%)     |
| Хиспаноамериканци | 947 (1,6%)     | 2.451 (3,8%)   |
| Укупно            | 58.417         | 64.073         |